# Eugenia silvatica
Eugenia silvatica är en tvåvingeart som beskrevs av Jean-Baptiste Robineau-Desvoidy 1863. Eugenia silvatica ingår i släktet Eugenia och familjen parasitflugor.
Artens utbredningsområde är Frankrike.